# IVK
IVK (Inter Video Kyiv) — колишній київський кабельний український телеканал.

## Про канал
Мовлення телеканалу розпочалося 1996 року. Спочатку це був ексклюзивний канал власної кабельної мережі «ІнтерВідеоКиїв». Згодом кабельні мережі «ІнтерВідеоКиїв» та «Київтелемонтаж» були об'єднані у мережу «Воля-Кабель», яка також стала власником телекомпаній «IVK» та «КТМ». Контент каналів «ІВК» і «КТМ» в кінці дев'яностих багато в чому був схожий в частині покупних програм — обидва канали на той час не перетиналися у спільних кабельних мережах.
У 2004 році «Воля» все ж таки вирішила відмовитися від активів, що не приносять їй прибуток, і зосередитися на технічному боці телебачення, залишивши творчу. У результаті «КТМ» та «ІВК» було продано, і це сталося приблизно в середині 2004 року.
Нові власники «ІВК» через новий менеджмент оголосили наміри провести повний рестарт каналу з кардинальною зміною концепції, бренду і так далі. Канал, створюваний на базі «IVK», мав і надалі залишатися кабельним чи супутниково-кабельним.
1 серпня 2005 року телеканал припинив мовлення. Замість нього почав мовити жіночий телеканал «К2».

## Логотипи
Телеканал змінив 2 логотипи.
- З 1996 по 2003 рік логотипом телеканалу було темно-оранжеве сонце з білим написом «IVK». Логотип непрозорий. Знаходився у лівому нижньому куті.
- З 2003 по 2005 рік використовувався прозорий напис «IVK» з чорним контуром. Знаходився у правому верхньому куті.